# Ḍamma
La ḍamma (in arabo ضمّة‎? /ˈdˤɑmːa/, in italiano: riunione) è un segno diacritico per la vocale breve /u/ lingua araba.
Il nome allude alla chiusura e arrotondamento delle labbra. Come tutte le vocali brevi (chiamate "movimenti", ovvero ḥarakāt), essa è un segno accessorio che viene tracciato al di sopra del ductus consonantico. Essa somiglia a un trattino obliquo che da sinistra si muove verso destra, chiudendosi con un piccolo occhiello, replica in piccolo della consonante waw (impiegata per scrivere la u lunga), a vaga forma quindi di un 9. Ad esempio: دُ (du).

## Fonti
- Faruk Abu-Chacra, Arabic: an Essential Grammar, London/New York, Routledge, 2007, ISBN 978-0-203-08881-4.